# Melissa Reeves
Melissa Reeves, nata Melissa Brennan (Eatontown, 14 marzo 1967), è un'attrice statunitense.
È nota principalmente per il ruolo di Jennifer Horton ne Il tempo della nostra vita.

## Biografia e Vita privata
Melissa Reeves nasce a Eatontown il 14 marzo 1967 dai suoi genitori Lawrence e Marion Brennan. Ha un fratello David Brennan. Nel 1990 Melissa sposa Scott Reeves conosciuto sul set de Il tempo della nostra vita, da cui ha due figli Emily Taylor e Lawrence David Reeves.

## Carriera
Nel 1984 entra nel cast principale della soap opera Santa Barbara nel ruolo di Jade Perkins. Rimane nel ruolo fino al 1985. Nel 1985 entra nel cast principale della soap opera Il tempo della nostra vita nel ruolo di Jennifer Horton. Rimane nella soap fino al 1995 per poi tornare dal 2000 al 2006 e nuovamente dal 2010 al 2020. Ritorna brevemente nel ruolo di Jennifer nel 2021, nel 2022, nel 2024 e nel 2025.

## Filmografia

### Cinema
- Somewhere, Tomorrow, regia di Robert Wiemer (1983)
- Summer Camp Nightmare, regia di Bert L. Dragin (1986)

### Televisione
- Santa Barbara (Santa Barbara) (1984-1985)
- Hotel (1985)
- Autostop per il cielo (Highway to Heaven) (1985)
- Il tempo della nostra vita (Days of Our Lives) (1985-1995; 2000-2006; 2010-2020, 2021-2022, 2024, 2025)
- I viaggiatori delle tenebre (The Hitchhiker) (1987)
- One Stormy Night (1992)
- Night Sins (1993)
- Winter Heat (1994)
- Half a Dozen Babies (1999)
- Days of Our Lives' 35th Anniversary (2000)